# Vortimer
Vortimer war um die Mitte des 5. Jahrhunderts ein legendärer Anführer der Briten gegen die angelsächsische Invasion.

## Leben
Vortimer war der älteste Sohn des südbritannischen „Königs“ (Titel umstritten) Vortigern, der die Sachsen als Söldner gegen feindliche nördliche Völker zu Hilfe rief. Die Germanen kamen auch unter der Führung der Brüder Hengest und Horsa, wandten sich aber bald gegen die Briten. Wurde schon die Historizität Vortigerns von manchen Historikern (eher unberechtigt) angezweifelt, so dürfte erst recht die reale Existenz Vortimers zu hinterfragen sein, da er in den besten Primärquellen (Beda Venerabilis, Angelsächsische Chronik) nicht genannt wird, sondern erst in der Nennius zugeschriebenen Historia Brittonum auftaucht.
Nach der Darstellung des Nennius übernahm Vortimer (hier Guorthemir genannt) nach der Vertreibung seines Vaters die Führung des Kampfes der Briten gegen die Sachsen. In vier Schlachten errang er bedeutende Erfolge. In der dritten Schlacht fiel auf britischer Seite Catigern, ein weiterer Sohn des Vortigern, auf sächsischer Seite Horsa. Dieser Kampf fand laut Nennius an einem Episford (altbritisch Rithergabail) genannten Ort statt, den die Angelsächsische Chronik stattdessen Agælesþrep (wohl das heutige Aylesford) nennt. Letztgenannte Quelle datiert auch den Tod des Horsa auf 455. Die vierte von Nennius erwähnte Schlacht ereignete sich an der britannischen Küste; die Sachsen wurden geschlagen, flohen auf ihre Schiffe und verließen (kurzzeitig) England. Bald danach starb allerdings Vortimer, und nun konnte Hengest mit seinen Leuten dauerhaft festen Fuß in Kent und angrenzenden Gebieten fassen. Bei Nennius erscheint Vortimer als frommer und tapferer Führer der Briten und wird im Gegensatz zu seinem Vater äußerst positiv beschrieben.
Der englische Historiker Geoffrey von Monmouth fügte dem Bericht des Nennius in seiner fantasievollen, aber geschichtlich höchst unzuverlässigen Historia Regum Britanniae (1139) einige weitere Details hinzu und lässt Vortimer durch das Gift seiner Stiefmutter Rowena, der Tochter Hengists und Gattin Vortigerns, ums Leben kommen.